# Баховское общество
Баховское общество — общество, основанное в Лейпциге в 1850 году, к столетию со дня смерти композитора Иоганна Себастьяна Баха, немецкими музыковедами и композиторами.
Основателями общества были Мориц Гауптман, Отто Ян, Карл Фердинанд Беккер, Роберт Шуман; в 1853 году к обществу присоединился Вильгельм Руст, в скором времени ставший его фактическим лидером.
Целью создания и работы общества было издание полного собрания произведений Баха без каких-либо редакторских правок; первый том произведений под редакцией Гауптмана был выпущен уже в 1851 году. К 1899 году эта работа была фактически закончена, и в январе 1900 года Баховское общество самораспустилось. Одновременно было основано Новое баховское общество.